# 新下關車站
新下關車站（日语：／ Shin-shimonoseki eki */?）是一個位於日本山口縣下關市秋根南町一丁目11番目1號，由西日本旅客鐵道（JR西日本）所經營的鐵路車站。新下關車站是JR西日本所屬的山陽新幹線與山陽本線兩條重要路線的交會車站，也是新幹線與在來線之間的轉運點之一。新下關車站的淵源可以回溯到1901年時所設置的山陽鐵道一之宮車站（一ノ宮駅），但當時不僅是車站名稱與今日不同，連車站位置也不同（車站原址位於住吉神社附近）。1928年時配合已國有化的山陽本線之改線工程，當時稱為長門一之宮的車站被遷移到今日的位置。至於「新下關」的站名，則是在1975年配合山陽新幹線的通車才更改，這主要是因為所在地下關市境內早已存在另一個下關車站，因此根據新幹線車站的命名慣例，在城市名稱前加上「新」字作為新幹線車站名。
為了訓練新幹線乘務員在面對突然狀況時的反應，JR西日本在新下關車站內設置了專用的訓練設施，新下關新幹線乘務員訓練中心（新下関新幹線乗務員訓練センター）。
從下關沿著山陰本線經長門市行駛至萩市的觀光列車○○Hanashi號列車也是從本站發車。

## 車站結構
| 月台       | 路線       | 方向       | 目的地                     | 備註                |
| 新幹線月台 | 新幹線月台 | 新幹線月台 | 新幹線月台                 | 新幹線月台          |
| ---------- | ---------- | ---------- | -------------------------- | ------------------- |
| 1、2       | 山陽新幹線 | 下行       | 小倉、博多、鹿兒島中央方向 | 1號月台只限此站始發 |
| 3          | 山陽新幹線 | 上行       | 廣島、新大阪方向           |                     |
| 在來線月台 |            |            |                            |                     |
| 4          | ■山陽本線  | 上行       | 厚狹、新山口方向           |                     |
| 6          | ■山陽本線  | 下行       | 下關方向                   |                     |

## 車站周邊

### 观光
- 国宝住吉神社本殿：建于神功皇后9年
- 青山
- 胜山城址
- 砂子田川：螢火蟲的繁殖地

### 购物
- You Me City新下关（ゆめシティ新下関，預計2009年开业）
- Cospa新下关（コスパ新下関）

### 交通
- 山電交通（サンデン交通）

高速公路
- 中国自动车道
  - 下关交流道

### 教育
- 东亚大学
- 下关市立大学
- 下关国际高等学校

### 其他
- 下关市役所胜山支所
- 胜山公民馆
- 胜山邮局
- 下关市中央批发市场（下関市中央卸売市場）
- 新下关批發區（新下関卸団地）
- 山口银行新下关站前支店
- 西京银行新下关支店
- 信用組合廣島商銀下关支店

## 相鄰車站
西日本旅客鐵道
山陽新幹線 
厚狹－新下關－小倉
■山陽本線
長府－新下關－幡生

## 外部連結
- （日語）新下關車站（JR西日本） （页面存档备份，存于）

34°00′21″N 130°56′54″E / 34.00583°N 130.94833°E